# Андреев, Василий Иванович (генерал-майор)
Андреев Василий Иванович (1898, д. Лаптево, Ярославская область —1950, Ленинград) — генерал-майор, начальник штаба войск НКВД по охране тыла Ленинградского фронта.

## Биография

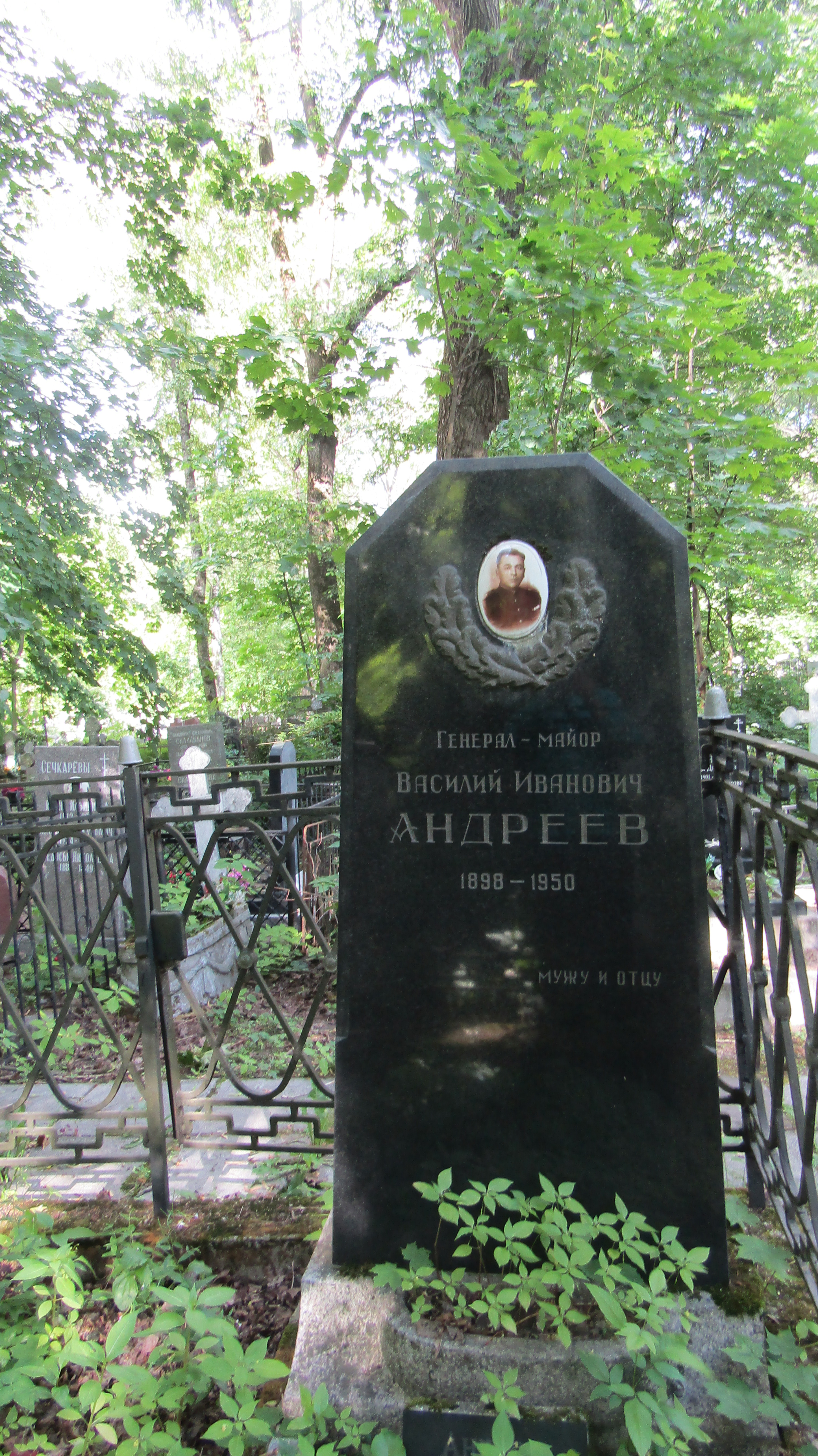
Могила генерал-майора Андреева В.И. Большеохтинское кладбище, Санкт-Петербург.

Родился в 1898 году в деревне Лаптеве Ярославской области. В 1919 году вступил в ВКП (б), получив партийный билет (№ 4008042). В том же 1919 году поступил на службу в Красной Армии. Получив 6 классов общего образования, поступил на курсы усовершенствования комсостава радио-частей в 1929 году.
В 1919 году воевал в составе 14 дивизии против Деникина. В состав войск НКВД поступил с 1931 года. В составе войск охраны тыла Северного и Ленинградского фронтов участвовал в боях Великой Отечественной войны. В 1940 году поступил в военную Академию Красной Армии им. М. В. Фрунзе.
Был женат на Андреевой Ларисе Николаевне (род. 1905), имел сына.

## Награды
- орден Красного Знамени (05.10.1944)[1];
- медаль «За боевые заслуги» (1940)[2];
- орден Красная Звезда (10.2.1943);
- медаль «За оборону Ленинграда» (1943)[3][4].